# 1547 Nele
1547 Nele este un asteroid din centura principală, descoperit pe 12 februarie 1929, de Paul Bourgeois.